# Codex Uta

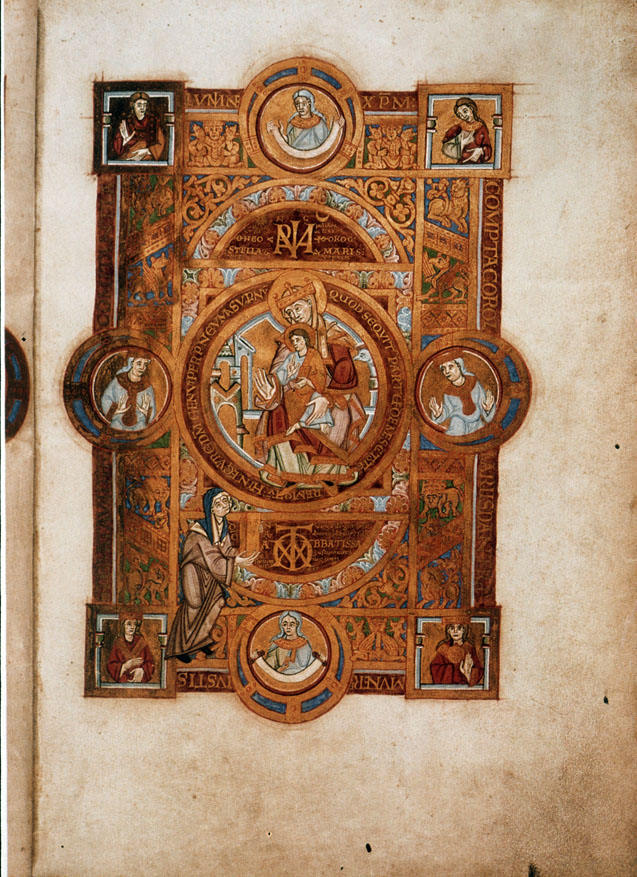
Immagine della dedicazione: la badessa Uta (in basso a sinistra) consegna il codice a Maria)

Il Codex Uta, noto anche come Uta-Evangelistar, è un manoscritto di Vangelo risalente all'XI secolo. A seguito della secolarizzazione, il manoscritto si trova dal 1811 nella Biblioteca di Stato Bavarese di Monaco (numero di catalogo Clm 13601).
Il codice e la sua magnifica custodia furono commissionati dalla badessa Uta di Niedermünster per l'abbazia di Niedermünster a Ratisbona intorno al 1020-1025 o forse anche più tardi.
Il manoscritto in pergamena è composto da 119 fogli di formato 38 × 27 cm. 
La decorazione del libro è costituita da otto miniature a pagina intera con iscrizioni di corredo. Quattro miniature si trovano all'inizio del codice: la Mano di Dio (fol. 1v), la Madonna con la badessa fondatrice che le offre il manoscritto (fol. 2r), i fol. 2v e 3r sono vuoti, la Crocifissione (f.3v) in cui Cristo è raffigurato con tunica di porpora e stola sacerdotale, ha gli occhi aperti e sereni, in linea con la rappresentazione del Cristo trionfante, nella pagina opposta (4r),  Sant'Erardo di Ratisbona, patrono di Niedermünster con un diacono che serve la Messa. Le altre miniature raffigurano gli evangelisti. 
In discontinuità con la disposizione abituale, le pericopi non sono disposte secondo l'anno liturgico, ma sono raggruppate insieme al rispettivo Vangelo.  Il criterio della loro disposizione non è ancora stato chiarito.
Il manoscritto è conservato in una custodia da orefice, che probabilmente era già originariamente era destinata a questo manoscritto anche se non è possibile dimostrarlo con certezza, né esiste un esame dendrocronologico. 
La custodia è arricchita da una placca d'oro con inciso un Cristo Pantocratore, presumibilmente proveniente da un altro supporto. Questa lastra d'oro è stata inchiodata con due lastre d'oro circolari punzonate la cui forma corrisponde pienamente a quella delle incastonature della maggior parte delle pietre preziose presenti sulla custodia. 
La custodia è stata più volte restaurata nel corso del tempo, già nel XII secolo, quando i lati sono stati ricoperti con lastre d'argento sbalzate, e poi nel XIII secolo, quando sono stati aggiunti i quattro simboli degli evangelisti. Diverse incastonature di pietre preziose risalgono probabilmente anche al XVIII secolo.
Il codice è ora rilegato in una moderna copertina di legno realizzata nel 1962.

Alla badessa Uta è legato anche il Libro delle Regole di Niedermünster (Biblioteca di Stato di Bamberga, Msc. Lit. 142), che si ritiene sia stato redatto intorno al 990.

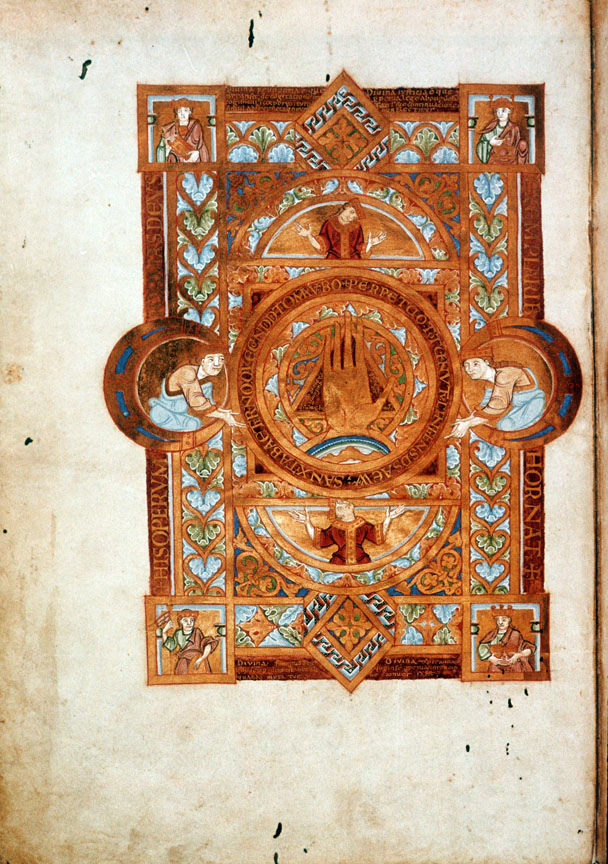
Codex Uta, Mano di Dio (Manus Dei), f. 1v.
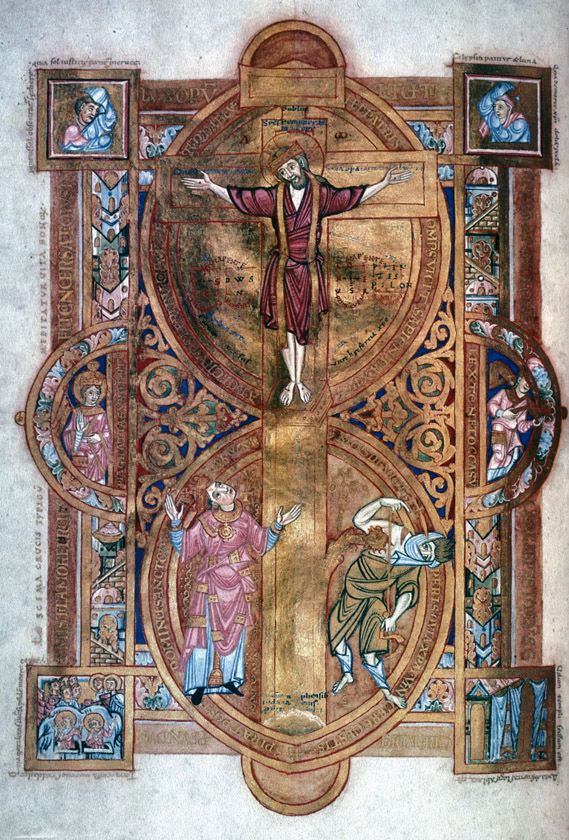
Codex Uta, Crocifissione di Cristo, f. 3v.
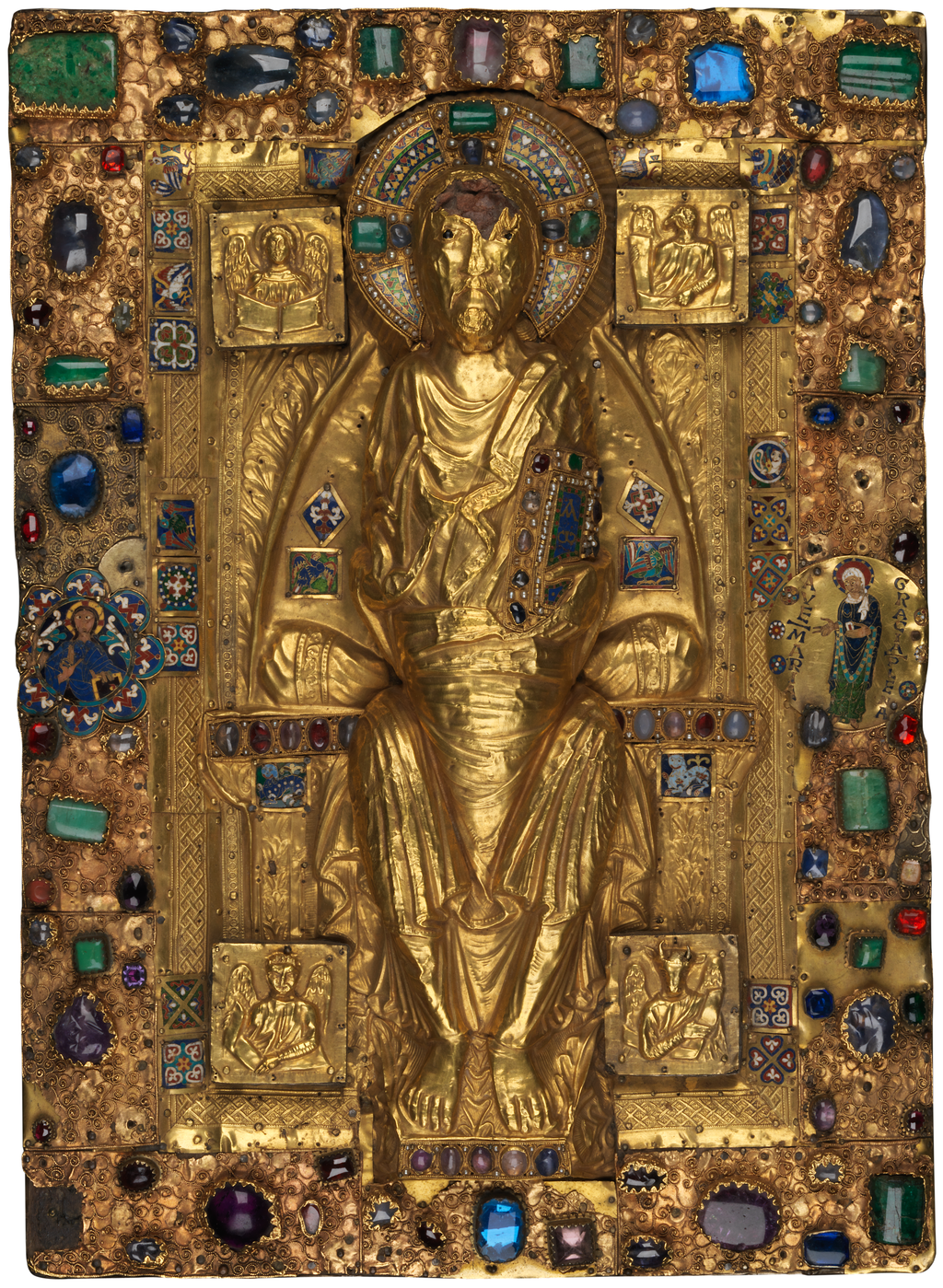
Codex Uta - Custodia